# Reitaviikinkarit
Reitaviikinkarit är öar i Finland. De ligger i Finska viken och i kommunen Kotka i den ekonomiska regionen  Kotka-Fredrikshamn i landskapet Kymmenedalen, i den södra delen av landet. Öarna ligger omkring 11 kilometer sydöst om Kotka och omkring 120 kilometer öster om Helsingfors.
Arean för den av öarna koordinaterna pekar på är 2,8 hektar och dess största längd är 320 meter i sydöst-nordvästlig riktning.